# Kolonia Gosławicka
Kolonia Gosławicka (deutsch Kolonie Goslawitz, 1936–1945 Ehrenfeld Ansiedlung) ist ein Stadtteil der kreisfreien Stadt Oppeln in der polnischen Woiwodschaft Oppeln. 

## Geographie

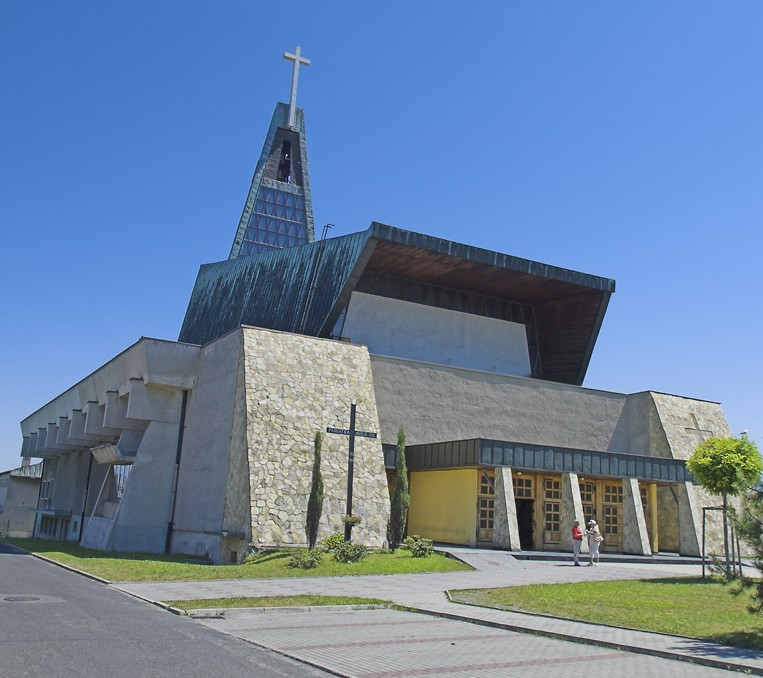
St. Hyazinth

### Geographische Lage
Kolonia Gosławicka liegt ca. fünf Kilometer östlich der Innenstadt von Oppeln. Der Ort liegt in der Nizina Śląska (Schlesischen Tiefebene) innerhalb der Pradolina Wrocławska (Breslauer Urstromtal). Östlich verläuft der Bach Malina. 
Durchquert und begrenzt wird die Ortschaft durch die Landesstraße Droga krajowa 46 und Droga krajowa 94 sowie der Woiwodschaftsstraße Droga wojewódzka  423. Durch Kolonia Gosławicka verläuft die Eisenbahnstrecke zwischen Oppeln und Kluczbork sowie im Süden die Strecke zwischen Oppeln und dem Oberschlesischen Industriegebiet.  

### Nachbargemeinden
Kolonia Gosławicka grenzt im Westen an die Wohnsiedlung osiedle Malinka, im Nordwesten an Gosławice (Goslawitz) und im Süden an Grudzice (Grudschütz).

## Geschichte
Die Kolonie entstand im 19. Jahrhundert. 1864 folgte eine Nennung als Kolonie Goslawitz. Bis zum Ende des 19. Jahrhunderts befand sich nördlich des Dorfes der Kalichteich. 
Nach der Volksabstimmung in Oberschlesien am 20. März 1921 verblieb die Kolonie Goslawitz beim Deutschen Reich. Mit der Umbenennung von Goslawitz 1936 in Ehrenfeld folgte eine Umbenennung der Kolonie Goslawitz in Ehrenfeld Ansiedlung. Bis 1945 befand sich der Ort im Landkreis Oppeln.
1945 kam der bisher deutsche Ort unter polnische Verwaltung, wurde in Kolonia Gosławicka umbenannt und der Woiwodschaft Schlesien angeschlossen. 1950 kam der Ort zur Woiwodschaft Oppeln. 1961 wurde der Ort vom Powiat Opolski in die Stadt Oppeln eingemeindet. Von 1977 bis 1982 wurde die katholische Kirche erbaut.

## Sehenswürdigkeiten
- Die römisch-katholische Hyazinthkirche (poln. Kościół św. Jacka) wurde zwischen 1977 und 1982 errichtet.[4]
- Zweistöckige Glockenkapelle auf dem örtlichen Friedhof